# AVN Award for Most Outrageous Sex Scene
L'AVN Award for Most Outrageous Sex Scene è un premio pornografico assegnato agli attori impegnati in una scena classica considerata scandalosa votata come migliore dalla AVN, l'ente che assegna gli AVN Awards, riconosciuti come i migliori premi del settore (paragonabile al Premio Oscar).
Come per gli altri premi, viene assegnato nel corso di una cerimonia che si svolge a Las Vegas, solitamente nel mese di gennaio, dal 1995.

## Vincitori

### Anni 1990
| Anno | Vincitori                                | Titolo                    |
| ---- | ---------------------------------------- | ------------------------- |
| 1995 | Bionca Debi Diamond Tammi Ann            | Depraved Fantasies        |
| 1996 | Channone David Perry Jean-Yves Le Castel | Private Video Magazine 20 |
| 1997 | Misty Rain Missy Caressa Savage          | Buttslammers 13           |
| 1998 | Mila Kiss                                | Anal Food Express         |
| 1999 | Mila                                     | Ass Artist                |

### Anni 2000
| Anno | Vincitori                                                                                          | Titolo                            |
| ---- | -------------------------------------------------------------------------------------------------- | --------------------------------- |
| 2000 | Mila Herschel Savage Dave Hardman                                                                  | The Devil Made Her Do It          |
| 2001 | Bridgette Kerkove Tyce Bune                                                                        | In the Days of Whore              |
| 2002 | Kristen Kane Herschel Savage                                                                       | Pussy Face                        |
| 2003 | Autumn Haze                                                                                        | Autumn Haze's Big Dick            |
| 2004 | Julie Night Maggie Star                                                                            | Love in an Abbatoir               |
| 2005 | Chloe Ava Vincent Randy Spears                                                                     | Misty Beethoven, The Musical      |
| 2006 | Joanna Angel                                                                                       | Re-Penetrator                     |
| 2007 | Ashley Blue Amber Wild Steve French                                                                | Meat Is Murder                    |
| 2008 | Audrey Hollander Cindy Crawforde Rick Masters                                                      | Ass Blasting Felching Anal Whores |
| 2009 | Annie Cruz Caroline Pierce Rucca Page Nikki Rhodes Emma Cummings Kaci Starr Rebecca Lane Kiwi Ling | in Night of the Giving Head       |

### Anni 2010
| Anno | Vincitori                                          | Titolo                                          |
| ---- | -------------------------------------------------- | ----------------------------------------------- |
| 2010 | Bobbi Starr                                        | Go Fuck Yourself                                |
| 2011 | Adrianna Nicole Amy Brooke Allie Haze              | Enema Boot Camp                                 |
| 2012 | Brooklyn Lee Juelz Ventura                         | Suck My Sack With a Straw                       |
| 2013 | Brooklyn Lee Rocco Siffredi                        | Clothespin-Head                                 |
| 2014 | Chanel Preston Ryan Madison                        | Give Me Strength                                |
| 2015 | Adriana Chechik Erik Everhard James Deen Mick Blue | Two’s Company, Three’s a Crowd                  |
| 2016 | Lea Lexis Tommy Pistol                             | Nightmare for the Dairy Council                 |
| 2017 | Holly Hendrix Adriana Chechik Markus Dupree        | Holly's anal experience                         |
| 2018 | Leya Falcon Ophelia Rain                           | Well There’s ONE Place You Can Put an AVN Award |
| 2019 | Charlotte Sartre Margot Downonme Tommy Pistol      | My First Boy/Girl/Puppet                        |

### Anni 2020
| Anno | Vincitori                             | Titolo                                       |
| ---- | ------------------------------------- | -------------------------------------------- |
| 2020 | Cherie DeVille Michael Vegas          | The Ghost Rocket                             |
| 2021 | Victoria Voxxx Julia Ann Steve Holmes | Move Over, Linda Blair                       |
| 2022 | Scarlet Chase                         | Anal Slim Bath                               |
| 2023 | Ashley Lane Tommy Pistol              | The Bargain” (or “Putting the P in Krampus”) |
| 2024 | Ana Foxxx Tommy Pistol                | Raining Blood                                |
| 2025 | Valentina Nappi                       | Trentebeard                                  |